# یوشیکی تاناکا
دکتر یوشیکی تاناکا (انگلیسی: Yoshiki Tanaka؛ زادهٔ ۲۲ اکتبر ۱۹۵۲) رمان‌نویس اهل کشور ژاپن است. وی در استان کوماموتو زاده شد. این نویسنده دارای مدرک تحصیلی دکتری زبان و ادبیات ژاپنی است. او معمولاً رمان‌های فانتزی می‌نویسد که از آن جمله می‌توان به افسانه قهرمانی ارسلان و افسانه قهرمانان کهکشان اشاره کرد.